# 匹茲堡 (佛羅里達州)
匹茲堡（英語：Pittsburg）是位於美國佛羅里達州波爾克縣的一個非建制地區。該地的面積和人口皆未知。

## 地理
匹茲堡的座標為27°39′14″N 82°30′09″W / 27.65389°N 82.50250°W，而該地的平均海拔高度為32米（即105英尺）。